# بييت هاين
بييت هاين (بالدنماركية: Piet Hein)‏ هو كاتب وفيزيائي ومخترِع ورياضياتي وشاعر دنماركي، ولد في 16 ديسمبر 1905 في كوبنهاغن في الدنمارك، وتوفي في 17 أبريل 1996 في فين في الدنمارك.

## وصلات خارجية
- الموقع الرسمي
- بييت هاين على موقع IMDb (الإنجليزية)
- بييت هاين على موقع الموسوعة البريطانية (الإنجليزية)
- بييت هاين على موقع ميوزك برينز (الإنجليزية)
- بييت هاين على موقع ديسكوغز (الإنجليزية)